# Siderit

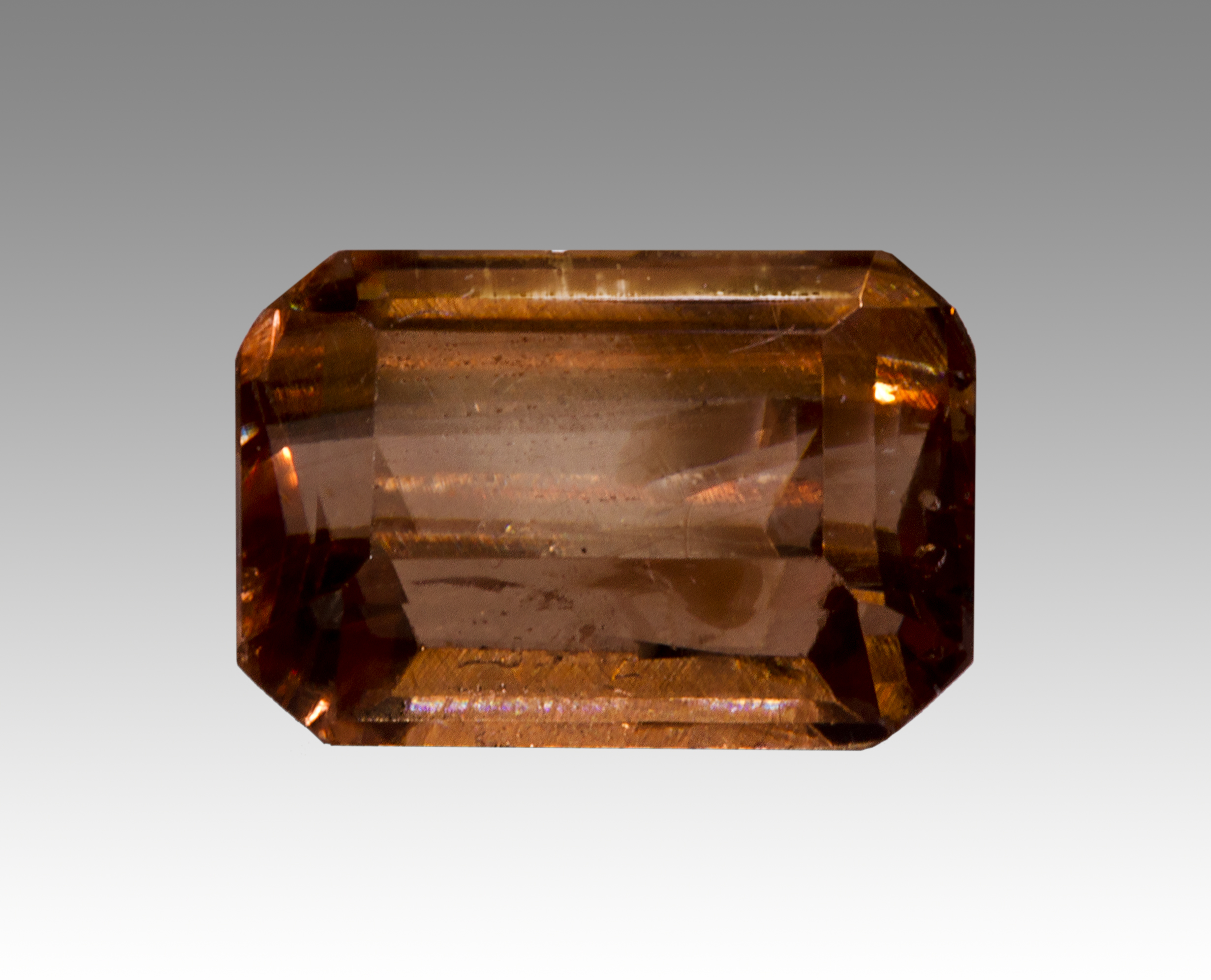
Broušený siderit z dolu Morro Velho (Nova Lima, Minas Gerais, Brazílie)

Siderit (Haidinger, 1845), chemický vzorec FeCO3 (uhličitan železnatý), je klencový minerál.
Název pochází z řeckého σίδηρος (sídyros) = železo. Starší český název je ocelek.

## Původ
Primárně sedimentární, dále hydrotermální i metasometický.

## Morfologie
Nejčastěji v hrubozrnných, méně často v jemnozrnných agregátech. Celistvý jako konkrece s jílovitou příměsí v sedimentech (pelosiderit), někdy ledvinité, kulovité či hroznovité agregáty. Pokud mají vnitřní paprsčitou stavbu, nazývají se sférosiderity. Krystaly nejsou hojné (drúzy bývají na rudních žilách) a mají tvar romboedrů (často zaoblené), zřídka tabulky, prizmatické, dvojčatný srůst je vzácný.

## Vlastnosti
- Fyzikální vlastnosti: Tvrdost 4–4,5, hustota 3,7–3,9 g/cm³, štěpnost dokonalá podle {1011}, lom nerovný, lasturnatý, někdy i tříštivý.
- Optické vlastnosti: Barva: žlutohnědá, hnědá, hnědočerná, šedá. Lesk skelný, perleťový, průhlednost: neprůhledný, na hranách prosvítá, vryp bílý, žlutavý.
- Chemické vlastnosti: Složení: Fe 48,20 %, C 10,37 %, O 41,43 %. Před dmuchavkou puká, netaví se. Při žíhání se rozkládá na CO2 a oxidy železa, které jsou magnetické. V HCl se rozkládá až po zahřátí.

## Odrůdy
- sideroplezit – příměs Mg
- oligonit – příměs Mn
- siderodot – příměs Ca
- monheimit – příměs Zn

## Podobné minerály
- dolomit, ankerit, magnezit

## Parageneze
- křemen, baryt, fluorit, pyrit

## Využití
Důležitá ruda železa. Výjimečně jako drahý kámen (fasetové brusy).

## Naleziště
Hojný minerál.
- Česko – Příbram, Klášterec nad Ohří
- Slovensko – Gelnica, Rudňany, Dobšiná
- Rakousko – Eisenerz
- Rusko – Ural, Bajkal
- USA – Roxbury v Connecticut
- a další.